# Stanisław Waśkiewicz
Stanisław Waśkiewicz (* 9. September 1947 in Drzewica, Polen; † 28. September 2012 in Streamwood, Illinois) war ein polnischer Mittelstreckenläufer, der sich auf die 800-Meter-Distanz spezialisiert hatte.
Er gewann drei Medaillen mit der polnischen Mannschaft bei den Leichtathletik-Halleneuropameisterschaften: Silber in der gemischten Staffel 1970 in Wien und Bronze in der 4-mal-720-Meter-Staffel 1972 in Grenoble.
Seine persönliche Bestzeit von 1:46,8 min stellte er am 28. Juni 1971 in Warschau auf.
1970 und 1972 wurde er polnischer Meister.